# Lagynochthonius minor
Espèce
Synonymes
- Tyrannochthonius minor Mahnert, 1979

Lagynochthonius minor est une espèce de pseudoscorpions de la famille des Chthoniidae.

## Distribution
Cette espèce est endémique d'Amazonas au Brésil. Elle se rencontre vers Manaus.

## Description
Le mâle paratype mesure 0,86 mm et les femelles de 0,8 à 1,1 mm.

## Publication originale
- Mahnert, 1979 : Pseudoskorpione (Arachnida) aus dem Amazonas-Gebiet (Brasilien). Revue Suisse de Zoologie, vol. 86, no 3, p. 719-810 (texte intégral).